# 广富林郊野公园
广富林郊野公园是中華人民共和國上海市松江區廣富林街道的一座公園，位於广富林文化遗址附近，公園占地4.25平方公里，北起辰花路，南至广富林路，东起辰山塘，西至油墩港，於2017年12月28日對外开放。广富林郊野公园內分為农园采摘、果林风光、湿地渔村、露营基地、油菜花田四大板塊，绿野闲踪、帐篷营地、森林氧吧（內有森林、清泉、溪涧）、稻香闲影、老来青稻田、桃花岛、静水叠杉、花廊休闲、花园中心、房车营地、马术俱乐部等十二大區域。此外公園內還有文化展览、房车露营、采摘垂钓、观光漫步等综合郊野游憩区。